# Geschiedenis van Arnhem

Het wapen van Arnhem

Dit artikel behandelt de geschiedenis van de Gelderse hoofdstad Arnhem, vanaf de prehistorie.

## Prehistorie
Archeologische vondsten wijzen er op dat zo'n 70.000 jaar geleden al menselijke bewoning was in het gebied waar nu de stad Arnhem ligt. Er zijn twee vuurstenen schavers gevonden uit de tijd van de neanderthalers die in de steentijd het gebied bevolkten. Als jagers en verzamelaars hadden de Neanderthalers over het algemeen geen vaste verblijfplaats, zij zwierven door de regio op zoek naar prooi.
De oudste overblijfselen in de regio van de moderne mens dateren van ca. 5000 v.Chr.. Er zijn overblijfselen van een jagerskamp gevonden op twee meter diepte in het gebied van de wijk Schuytgraaf.
In de buurt van Warnsborn en Schaarsbergen zijn de eerste sporen gevonden van boeren, bewoners dus met een vaste verblijfplaats. Deze grafheuvels van het standvoetbekervolk dateren van ca. 2400 v.Chr..
Uit de bronstijd (ca. 1500 v.Chr.) zijn sporen gevonden van een nederzetting op de Hoogkamp in de vorm van boerderijen. Waar nu het centrum van Arnhem is zijn overblijfselen gevonden van bewoners uit de ijzertijd.

## Romeinse tijd
Pas in 1979 werd ten zuiden van de Rijn een Romeinse legerplaats gevonden, waarvan men dacht dat het het legerkamp Castra Herculis (Het fort van Herculis) moest zijn geweest. Dit legerkamp wordt beschreven op de beroemde Romeinse wegenkaart Tabula Peutingeriana en er was al jaren naar gezocht. Recenter onderzoek duidt er op dat de gevonden legerplaats waarschijnlijk te klein is geweest om te passen bij de benaming Castra.

## Middeleeuwen
Arnhem wordt (als Arneym) voor het eerst genoemd in 893 in een register van de bezittingen van de Abdij van Prüm in de Eiffel. Het wordt beschreven als een aan Sint Maarten gewijde kerk, met omliggende landerijen. De nederzetting, in die tijd niet meer dan een dorpje, ontstond niet direct aan de Rijn, maar op het hoger gelegen oeverland. Voor zowel bescherming als de watervoorziening was de Sint-Jansbeek belangrijker dan de Rijn, en bovendien splitste de weg uit Nijmegen zich op dit punt in de landwegen naar Utrecht en Zutphen. De belangrijkste inkomstenbronnen van de bewoners waren akkerbouw en veeteelt, aangevuld met ambachtslieden en kooplui. Arnhem maakte deel uit van het hofstelsel.
In een oorkonde van de sticht Elten (gedateerd op 996) wordt de naam Arnehem gebruikt. De naam Arneym komt echter ook weer terug in een oorkonde van de Abdij van Prüm waarin wordt beschreven dat Brabantse kooplieden te Arneym geen tol hoeven betalen. Enkele honderden jaren later, in 1227, wordt de spelling zoals die nu nog wordt gebruikt voor het eerst vermeld in een oorkonde van graaf Gerard van Gelre, die "nostrum oppidum Arnhem" (onze nederzetting Arnhem) noemt. Zijn zoon graaf Otto is degene die Arnhem op 13 juli 1233 stadsrechten verleent:
Deze tekst is nog altijd te vinden op een binnenmuur van het Duivelshuis, het vroegere woonhuis van Maarten van Rossum en tegenwoordig deel van het Arnhemse stadhuis.
Bij het verlenen van de stadsrechten bepaalde graaf Otto dat de stad moest worden bestuurd door twaalf schepenen, waarbij hij zelf zou worden vertegenwoordigd door een richter. Alhoewel de schepenen formeel door de bevolking werden gekozen, blijken een aantal families (Bierwisch, Gruuthuus, Arnhem, Tengnagel) in staat telkens de belangrijkste posten te claimen. Als schepen hadden ze als taak het bewaren van orde en rust en het bevorderen van de goede gang van zaken. Van de schepenen traden twee leden op als burgemeester, zij vormden in feite het dagelijks bestuur van de stad. Later werden acht raden toegevoegd, en verdween de functie van richter. Aan het einde van de vijftiende eeuw ontstond de ambtenarij, waaraan door een stadssecretaris leiding werd gegeven, er werd bestuurd vanuit een "domus civium" (huis van de burgers) dat enkele meters westelijk van de gevel van het huidige Paleis van Justitie aan de Markt heeft gestaan.
De invloed van Arnhem in Gelre werd in de loop der tijd groter, zo blijkt uit oude stadsrekeningen. In 1319 besloot graaf Reinoud II zelfs geen besluiten meer te zullen nemen zonder instemming van de Gelderse steden. Arnhem kreeg langzaam een functie als belangrijkste stad van de Veluwe, een effect dat door de voortdurende machtsstrijd tussen de Gelderse troonpretendenten werd versterkt. De stad werd ook een populaire uitgaansplaats voor de hertogen en graven, wat blijkt uit de stadsrekeningen voor drinkgelagen en massale maaltijden. Een en ander werd betaald uit belastingen op bier, zout, vlees, brood, leer en andere verbruiksartikelen, zodat de bevolking voor de rekening opdraaide. Indien het stadsbestuur geld tekortkwam (begrotingen werden nog niet gemaakt) werden erf- en lijfrentebrieven uitgegeven.
Naarmate de stad in omvang en belang groeide werd bescherming belangrijker. Al in de dertiende eeuw had Arnhem een omwalling, die in de loop der tijd werden versterkt met stadsmuren, poorten en torens. De verdedigingswerken, waaronder de Janspoort, de Velperpoort, de Rijnpoort en de Sabelspoort waren voldoende sterk om het leger van hertog Reinoud III tot staan te brengen. Voor de lokale economie was de groei een enorme stimulans, niet alleen voor de verdedigingswerken, maar ook voor de bouw van woningen waren enorme hoeveelheden bouwmaterialen nodig. In 1364 werd Arnhem getroffen door een enorme brand, waarna opnieuw veel materiaal nodig was voor de heropbouw. Het bestuur subsidieerde de bouw van stenen huizen om het brandgevaar terug te dringen.
Van economisch belang waren ook de handel en bierbrouwerij. Er waren relaties met de Duitse Hanzen, en er werden met regelmaat jaarmarkten georganiseerd. Een poging om de lakennijverheid te stimuleren had minder succes. De bierbrouwers genoten bijzondere bescherming, zo was er een verbod om buiten de stad te brouwen, en werden zelfs strafexpedities opgezet naar brouwerijen op het platteland.
In 1439 deden zich geweldsincidenten voor jegens de joodse burgers van Arnhem, nadat een joodse jongen een aantal meisjes het hoofd op hol had gebracht. De pauselijke visitor Nicolaas van Cusa bezocht de stad in 1451 en verordonneerde, dat joden in Arnhem voortaan een geel insigne moesten dragen.
Tegen het einde van de vijftiende eeuw werd Arnhem inzet in een aantal conflicten, die in 1468 leidden tot de inhuldiging van Adolf van Egmont als hertog van Gelre. Enkele jaren later echter bezette het leger van Karel de Stoute Gelre, en werd Arnold van Egmont opnieuw in het zadel geholpen. Arnhem moest flink schatting betalen, en werd verplicht de garnizoenen onderdak te verlenen. De overheersing van de Bourgondiërs eindigde met de dood van Karel de Stoute in 1477, en tot 1543 was Gelre verwikkeld in een onafhankelijkheidsstrijd, waarbij Arnhem afwisselend Bourgondisch en Gelders bezit was.

## Karel van Gelre

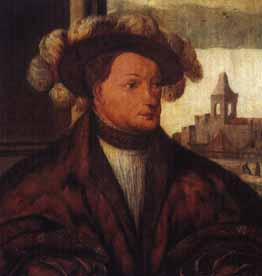
Karel van Gelre

Karel van Egmont, die in 1492 het bestuur van Gelre had aanvaard, wist in 1514 de stad Arnhem te veroveren op de Bourgondiërs. De - ook financieel - geteisterde stad was niet onverdeeld gelukkig met de nieuwe hertog, diens landdagen en kosten van het leger waren een nieuwe aanslag op de financiën van Arnhem. Daar komt bij dat de stad telkens soldaten moest leveren voor het leger van de hertog om de strijd tegen de Bourgondiërs voort te zetten.
Bovendien werd Arnhem in 1525 opnieuw getroffen door een grote brand, waarna het bestuur van de stad voor de getroffen woningen dakpannen ter beschikking stelde. Ook de werkzaamheden die de bedding van de Rijn dichter bij de stad brachten kostten een fortuin. De werkzaamheden werden in 1531 afgerond. In die periode kreeg Arnhem ook beschikking over een rekenkamer en een rechtscollege, en werd op basis daarvan hoofdstad van het gewest.
Karel van Gelre overleed op 30 juni 1538 en werd bijgezet in de Sint-Eusebiuskerk, waar zijn praalgraf tot op de dag van vandaag is te bezichtigen.

## Republiek der zeven Verenigde Nederlanden

Gezicht op Arnhem
Jan van Goyen, 1645

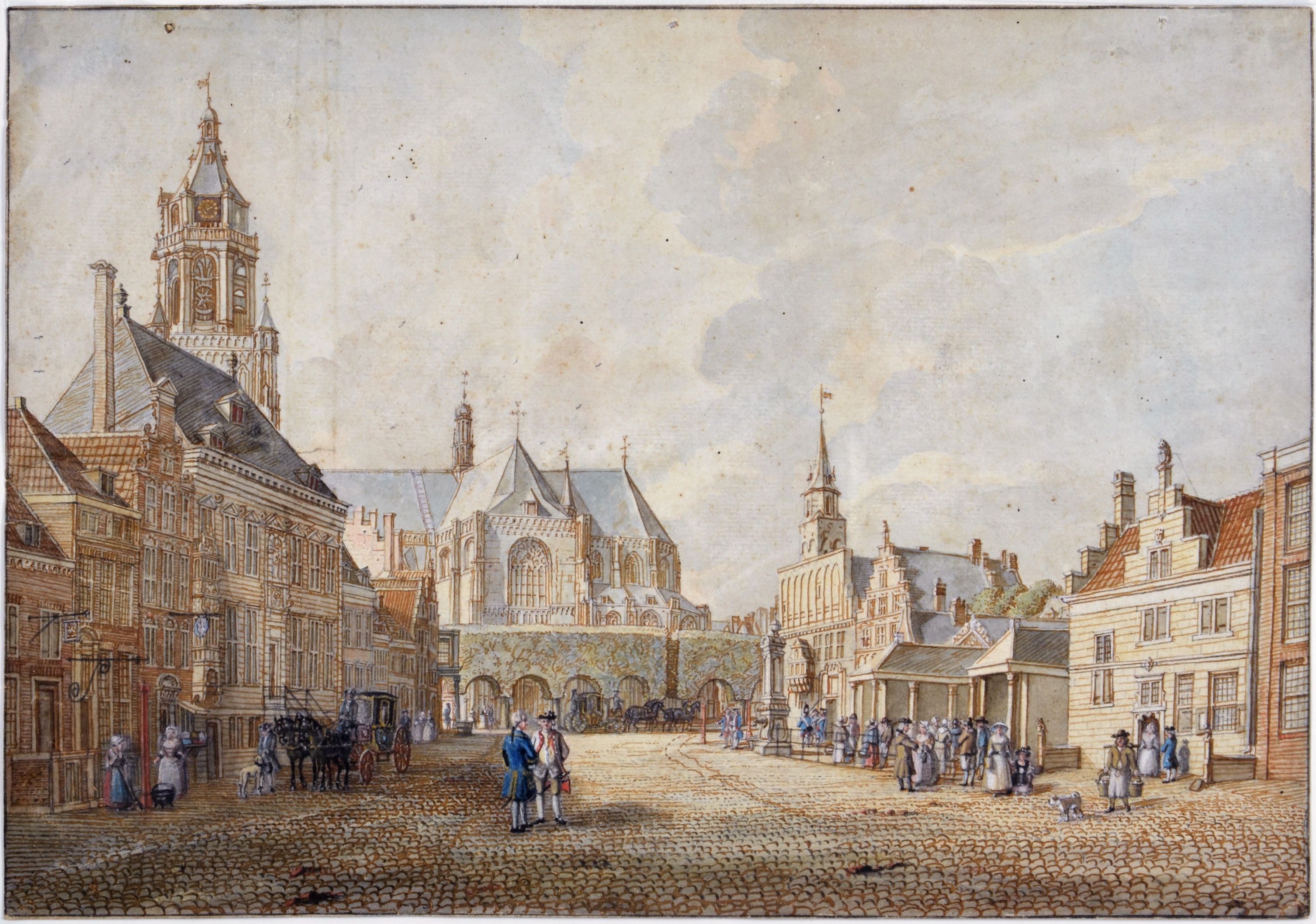
Grote Markt in Arnhem in 1742
Jan de Beijer

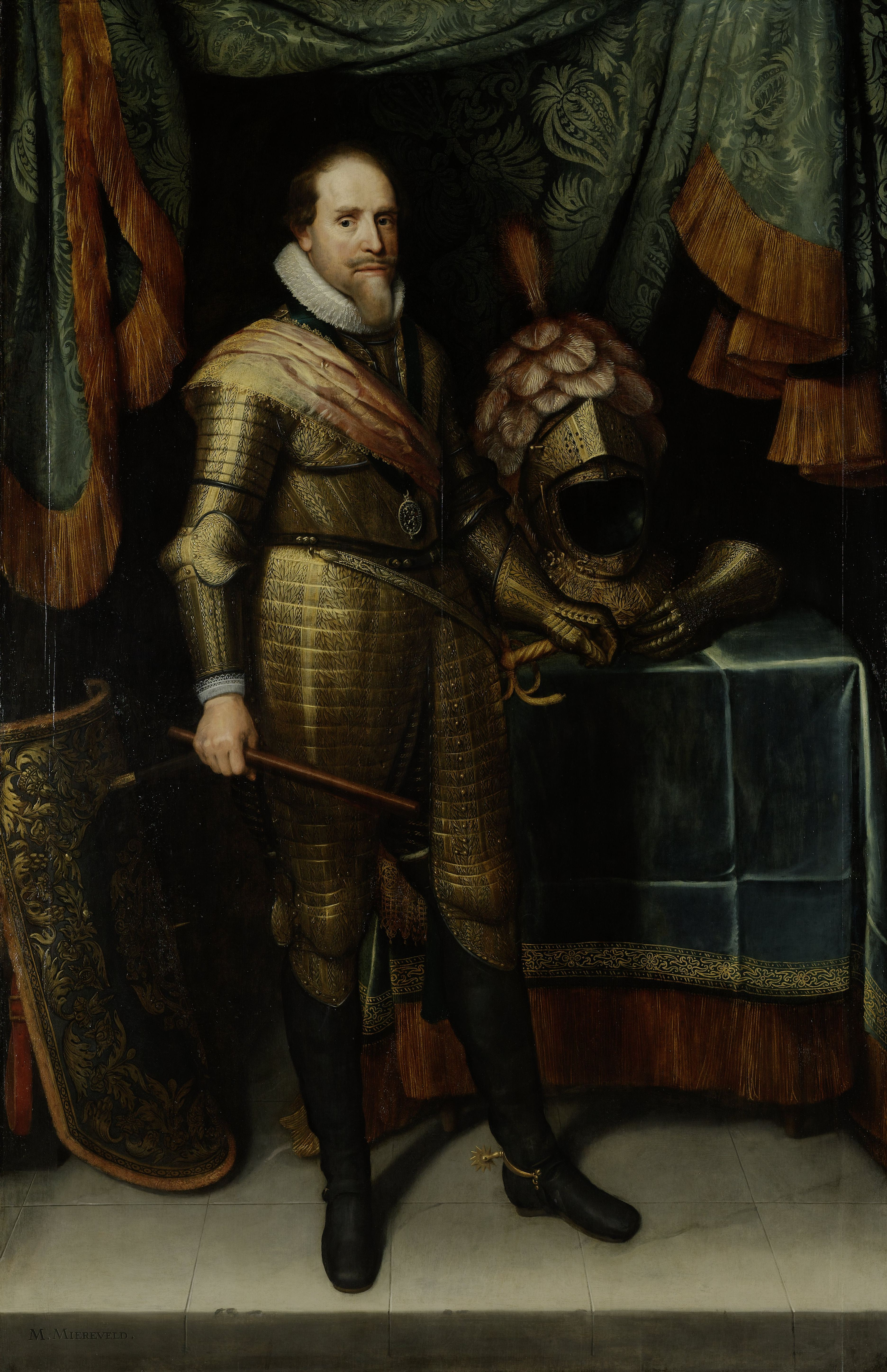
Prins Maurits

In 1543 werd Gelderland definitief deel van de Zeventien Provinciën. Later maakte het als Staten van Gelderland deel uit van de Republiek der zeven Verenigde Nederlanden. De Staten van Gelderland werden door een stadhouder en later door een raadpensionaris vertegenwoordigd bij de Staten-Generaal. Arnhem kreeg echter ook te maken met de Spanjaarden, die enige tijd een garnizoen binnen de stadsmuren hadden om de geuzen buiten te houden. Alva wist zelfs zijn macht aan te wenden om enkele niet-roomse bestuurders uit de raad te verwijderen.
Tussen 1619 en 1623 werden de vestingwerken verstevigd en onder Prins Maurits begon een periode van rust. Het was zelfs zo rustig dat de vestingwerken werden verwaarloosd, waardoor Lodewijk XIV in 1672 weinig nodig had om de stad in te nemen. De Franse overheersing was slechts van korte duur, in 1674 verlieten de troepen de stad. Onder Willem III keerde de rust weer, maar na diens dood in 1702 werd Arnhem betrokken bij de plooierijen, de twisten tussen de staatsgezinden (nieuwe plooi) en de Oranjegezinden (oude plooi). Tot 1722 zouden de schermutselingen - voornamelijk op de Veluwe - aanhouden, in dat jaar werd Willem IV stadhouder van Gelderland. Na een periode van relatieve rust laaide de strijd tussen patriotten en prinsgezinden weer op in 1783.
Andere rampspoed waarmee de stad werd geconfronteerd was de roode loop, een soort dysenterie die in 1783 en 1784 veel slachtoffers maakte.

## Bataafse Republiek
De Franse overheersing die leidde tot de Bataafse Republiek trof op 17 januari 1795 ook Arnhem. Stadhouder Willem V van Oranje-Nassau was naar Engeland gevlucht, en met de soevereiniteit die onder de republiek der zeven had gegolden was het gedaan. Onder de Bataafse Republiek werd het gezag gecentraliseerd, en werden standaards doorgevoerd in rechtspraak, het monetaire stelsel, maten en gewichten.

## Negentiende eeuw

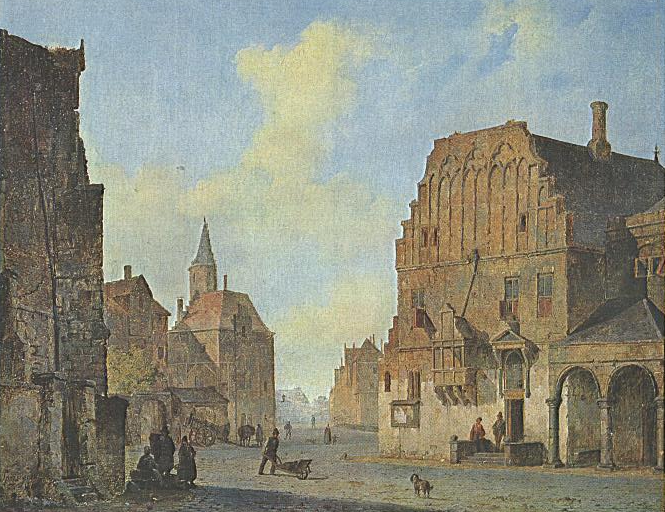
Het oude stadhuis (1840)

Aan het begin van de negentiende eeuw kwam Arnhem wegens het gunstige belastingklimaat in de belangstelling te staan van de gegoede burgerij uit het westen van Nederland. Arnhem groeide snel, en veel huizen uit die tijd getuigen van de rijkdom van de nieuwe bewoners. De vestingwerken werden tussen 1817 en 1830 grotendeels ontmanteld en geslecht, om de expansie ruimte te bieden. Overigens waren de lage belastingen voor de financiële huishouding van de stad zelf niet al te gunstig: de gemeente moest stadsgrond verkopen aan particulieren om het hoofd boven water te houden. Ook werden de arbeiders die de kapitale villa's bouwden zelf weggestopt in krotten, en zodra er tijdelijk minder bouwactiviteit was heerste onmiddellijk enorme werkloosheid.

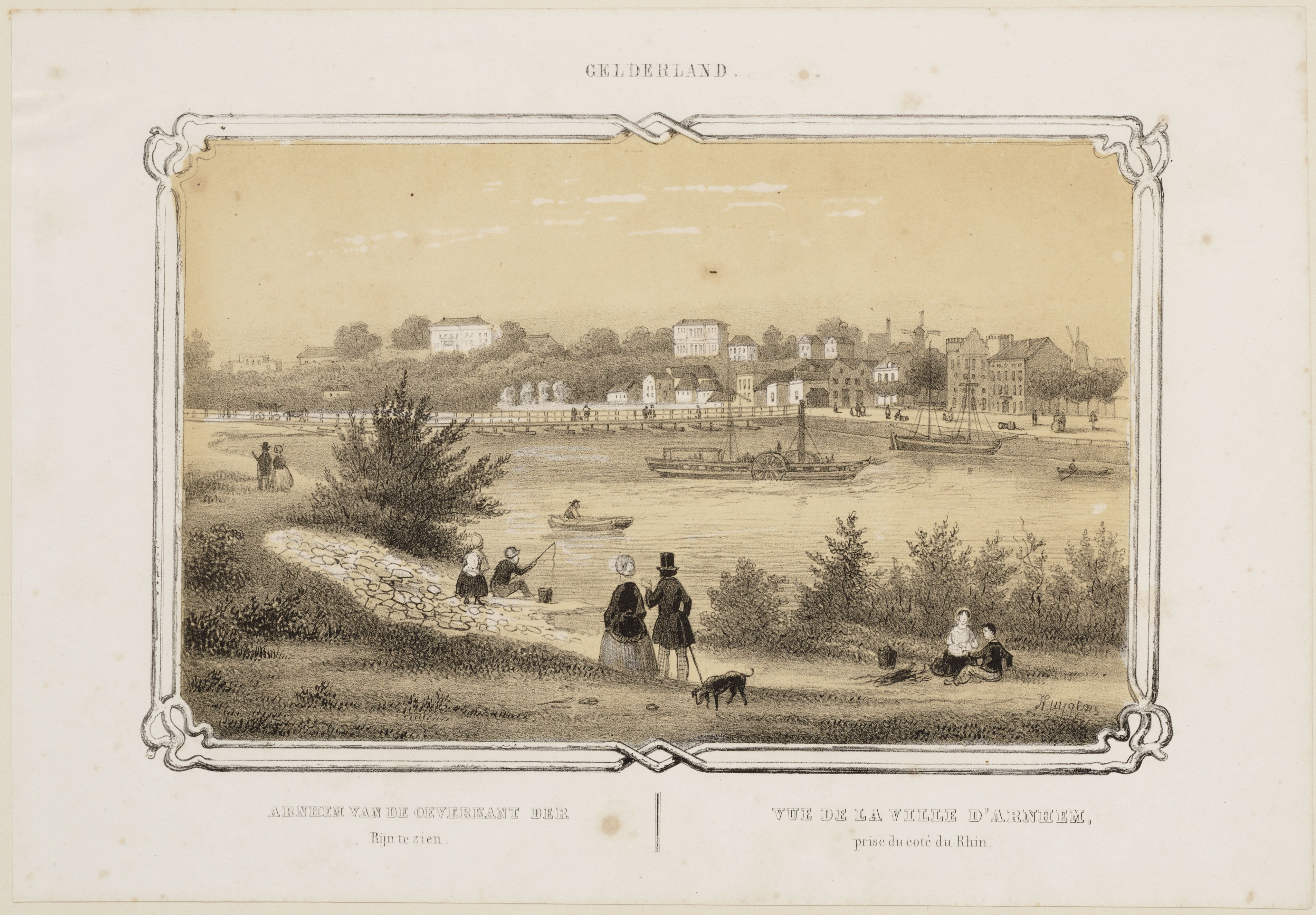
Gezicht op Arnhem circa 1860

De nieuwe burgerij van Arnhem bracht overigens wel een belangrijke stimulans in het sociale en culturele leven. De rijke bewoners die uit Den Haag en Amsterdam naar Arnhem waren gekomen hadden behoefte aan de faciliteiten die zij gewend waren, en uit deze tijd stammen dan ook onder andere Musis Sacrum, de Stadsarmenapotheek en het Stedelijk Ziekenhuis.
Rond 1870 werd de migratie naar Arnhem langzaam minder, en ging de stad op zoek naar andere inkomstenbronnen. Door de ontwikkeling van toeristische attracties werd Arnhem in de belangstelling gehouden van de rijken. Er werden congressen en tentoonstellingen georganiseerd, en om het vervoer werd gemoderniseerd met een elektrisch tramnet. Ook kreeg Arnhem in die tijd een Gemeentemuseum. In de jaren twintig zouden daar belangrijke attracties aan worden toegevoegd met Burgers' Dierenpark en het Openluchtmuseum.

## Rond de Tweede Wereldoorlog

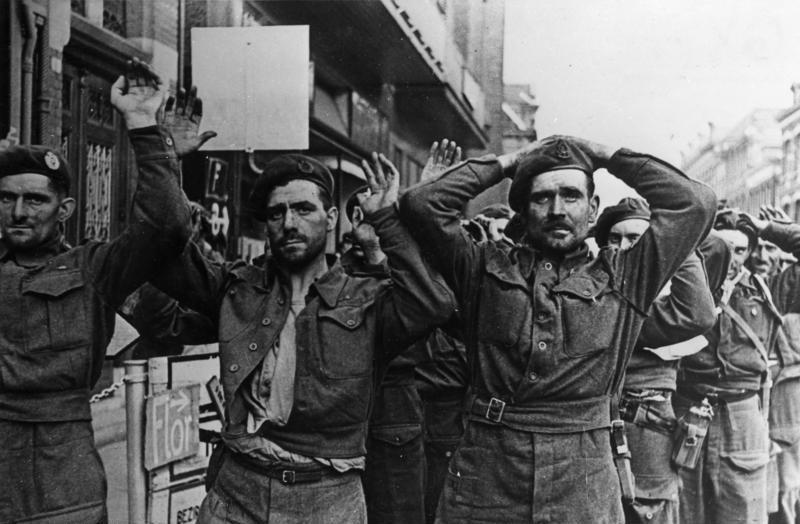
Slag om Arnhem

Met de Nederlandsche Heidemaatschappij en de Eerste Nederlandse Kunstzijdefabriek Arnhem trok Arnhem een tweetal belangrijke werkgevers naar de stad. Toch werd ook Arnhem zwaar getroffen tijdens de depressie van de jaren dertig. Door de aanleg van nieuwe stadswijken kon er nog enig werk worden gegenereerd.
In de Tweede Wereldoorlog was het verzet ook actief in Arnhem. Er waren bevrijdingsacties in de Koepelgevangenis en het Huis van Bewaring in Arnhem in de zomer van 1944. Bij de eerste actie werd de bekende verzetsman Frits de Zwerver (ds. Slomp) uit Hardenberg bevrijd. De actie in het Huis van Bewaring lukte na drie mislukte pogingen uiteindelijk op 11 juni 1944 onder leiding van verzetsman Henk Michel. Het verzet bevrijdde toen een recordaantal van 54 mannen en vrouwen. Zeventien bewakers en de directeur werden in een cel opgesloten.
Datzelfde jaar werd Arnhem meerdere malen zwaar getroffen. Bij het zogenoemde geallieerde "vergissingsbombardement"  van 22 februari 1944 vielen in Arnhem 97 doden en werden vooral Rijnwijk,  Van Verschuerwijk en Malburgen getroffen. Tijdens de Slag om Arnhem tussen 17 en 26 september van datzelfde jaar werd een groot deel van de stad verwoest. De stad werd bij deze slag ook geëvacueerd. Bij terugkomst troffen de bewoners een geplunderde stad aan, waarvan de heropbouw tot het midden van de jaren zestig zou duren.

## Tegenwoordige tijd

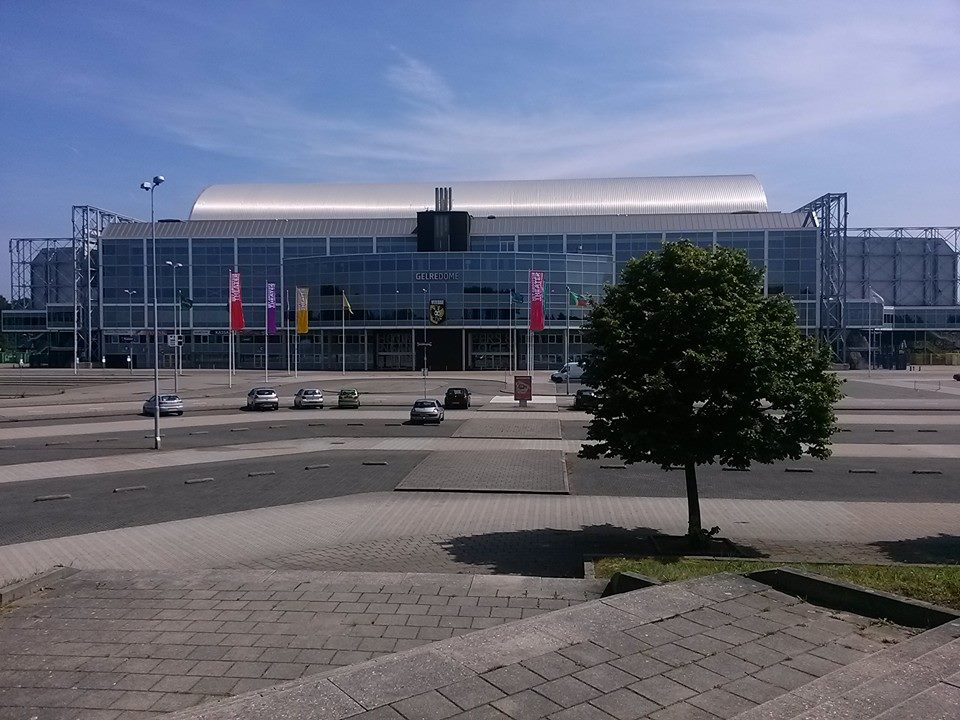
Stadion GelreDome

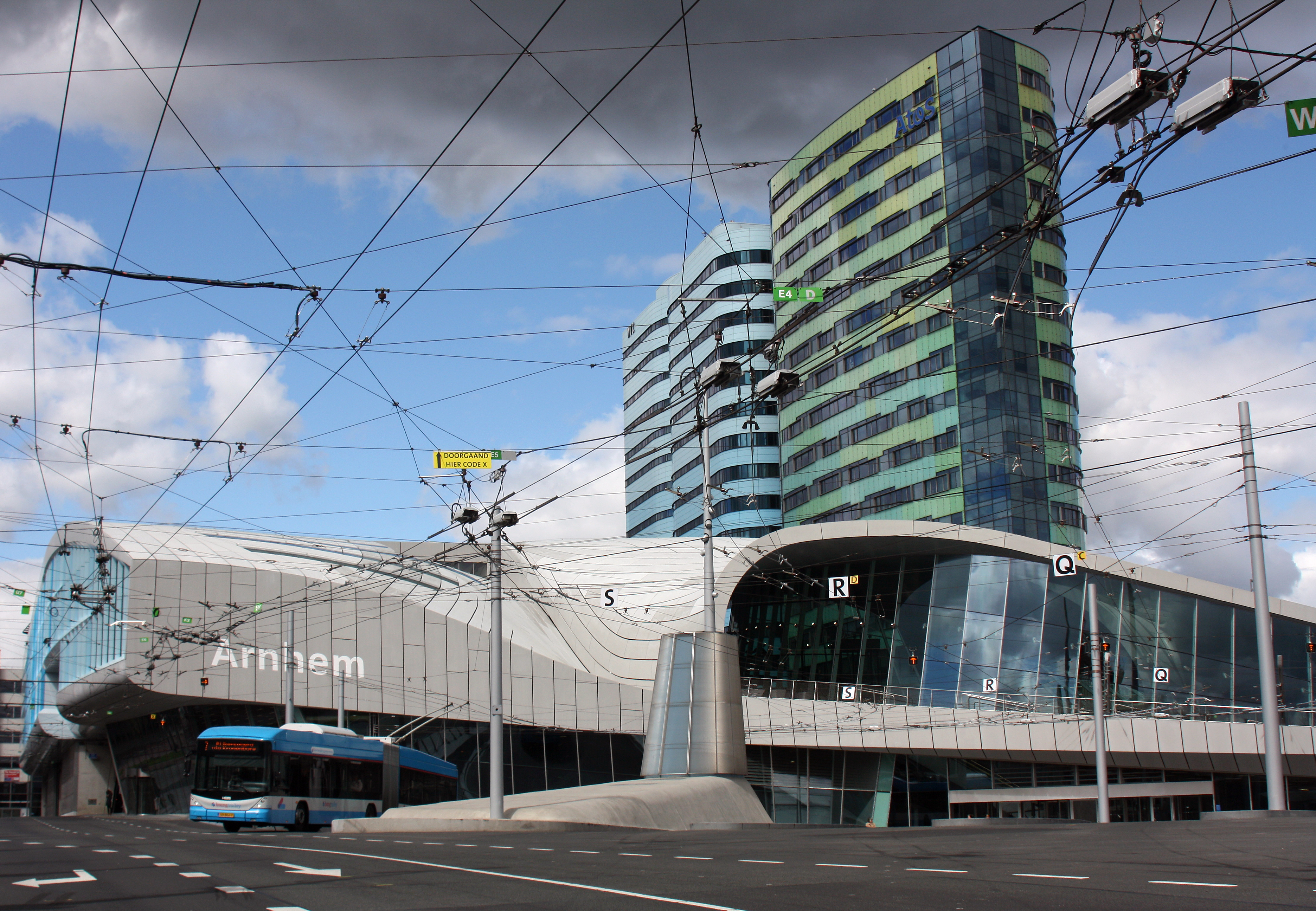
Arnhem Centraal

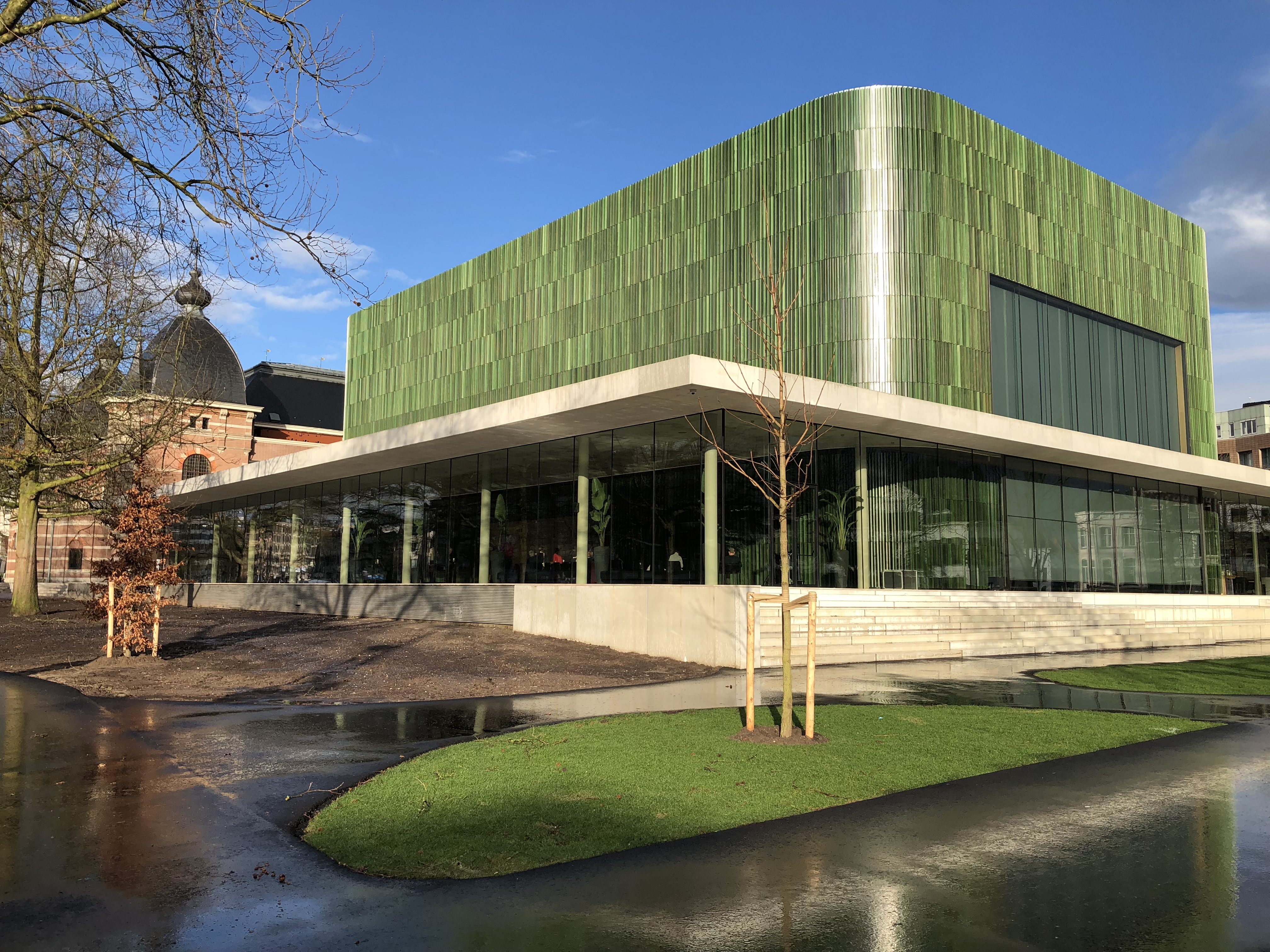
De nieuwe Parkzaal van Musis Sacrum

Na de oorlog werd weer hard gewerkt aan heropbouw en uitbreiding van de stad. De tweede Wereldoorlog hebben grote gaten geslagen in de historische binnenstad. Het Haagje van het Oosten onderging een grote metamorfose. In een drang naar vernieuwing en modernisering worden veel beschadigde gebouwen niet hersteld, maar gesloopt. Daarnaast worden er noodwoningen en noodwinkels gebouwd om aan de allereerste levensbehoeften te voorzien. Het ernstig beschadigde tramnet werd vervangen door een trolleybusnet, een plan dat er voor de oorlog al lag. Maar het was inmiddels noodzaak geworden, omdat de remise en een groot aantal trams onherstelbaar beschadigd waren door de oorlogshandelingen. Op 5 september 1949 werd de eerste trolleylijn, tussen Arnhem en Velp in gebruik genomen.
In de jaren 50 is de wederopbouw in volle gang. In een korte tijd worden veel nieuwe woonwijken gerealiseerd, zoals Malburgen en Presikhaaf. De grenzen van Arnhem worden in het zuiden flink verlegd ten koste van het oppervlak van de gemeenten Huissen en Elst. Midden jaren 60 ontstonden de wijken Immerloo en Het Duifje, waar naast veel rijtjeshuizen ook grote galerijflats werden gebouwd. Een paar jaar later kwamen wat luxere woningen en eengezinswoningen tot stand in de wijken Holthuizen en Vredenburg/Kronenburg. Het dorp Elden grensde steeds meer aan het nieuwe Arnhemse stadsdeel en werd na de jaren 80 zo goed als omringd door de wijken Elderveld, De Laar en Rijkerswoerd. Arnhem wist ook enkele grote bedrijven binnen zijn grenzen te krijgen.
In de jaren tachtig had Arnhem een vrij uitgebreide krakersgemeenschap. Een aantal panden, waaronder het landelijk bekende Hotel Bosch werkte samen aan culturele activiteiten. Ook de posters van Loesje verschenen begin jaren tachtig voor het eerst in Arnhem. In 1989 kwam het in de wijk Klarendal tot een 'volksopstand' tegen de drugsoverlast waar bij politiecharges talloze gewonden vielen. Nadien is in Klarendal veel vernieuwd en verbeterd met onder andere het Modekwartier met talloze winkeltjes.
Aan de noordoostkant van Elden, werd in 1998 het multifunctionele stadion Gelredome gebouwd. In 1999 bestond het Sonsbeekpark 100 jaar en werden omvangrijke renovaties uitgevoerd alsmede werd de 'Steile Tuin' aangelegd. Voorts kwam het Watermuseum (2003) tot stand. In 2004 bouwde ProRail op de spoorlijn Arnhem - Nijmegen station Arnhem Zuid. Sinds 2002 wordt er ten westen van de spoorlijn gebouwd aan de Vinex-wijk Schuytgraaf. Deze wijk zal uiteindelijk ongeveer 6250 woningen moeten herbergen voor zo'n 15000 inwoners.
In de jaren negentig was de glans van moderniteit, zo kenmerkend voor de periode van wederopbouw, echter verdwenen. Het oude station in Arnhem was veel te klein en dus werd er besloten om een station te bouwen dat past bij de toekomst. Het hele stationsgebied werd op de schop genomen, er kwamen kantoortorens en een nieuw busstation waar ook de bekende trolleybussen hun halte hebben. Na een relatief lange bouwtijd (1997-2015) werd de nieuwe OV-terminal van Ben van Berkel, met een capaciteit van 110.000 trein- en busreizigers per dag, op 19 november 2015 feestelijk geopend. Het station heet sindsdien officieel Arnhem Centraal. Na de oplevering van het station wordt er verder hard gewerkt aan het inrichten van het Arnhemse stationsgebied.
Ondertussen werd de zuidelijke binnenstad, een gebied met veel naoorlogse panden, gesloopt en opnieuw ontwikkeld. Zo werd het Kerkplein weer volgebouwd, De Grote Markt opnieuw ingericht, het monumentale Huis der Provincie grondig gerenoveerd, keerde de Sint-Jansbeek terug in de binnenstad en werden er nieuwe woningen in de nieuwe stadswijk het Paradijs gebouwd. Daarnaast werd het ene na het andere iconische gebouw geopend zoals cultureel centrum Rozet, de megabioscoop van Pathé en de uitbreiding van Musis Sacrum. Voor de toekomst staat de herinrichting op stapel van het Gele Rijders Plein en de Rijnkade. Tevens moeten er woningen gaan verrijzen op het terrein van de oude Coberco-fabriek, het Stadsblokkenterrein en het noordelijk deel van Meinerswijk, het uiterwaardengebied aan de zuidoever van de Rijn.
In de nacht van 5 op 6 maart 2025 vond er een grote brand plaats in de binnenstad, die begon in een gebouw aan de Varkensstraat. Vervolgens is het vuur overgedragen aan andere gebouwen, waaronder woningen en winkels. Een compleet blok is verwoest, waaronder historische gebouwen.